# Lilian Baylis
Lilian Mary Baylis (Londres, 9 de maig de 1874 –Londres, 25 de novembre de 1937) va ser una productora i directora de teatre anglesa que va acostar les arts escèniques al gran públic. Va dirigir els teatres Old Vic Sadler's Wells, de Londres, a més de dirigir una companyia d'òpera, que es va convertir en l'English National Opera (ENO); una companyia de teatre, que va evolucionar fins a convertir-se en el National Theatre; i una companyia de ballet, que finalment es va convertir en The Royal Ballet.
Va col·laborar amb la seva tia, Emma Cons, en l'administració del Royal Victoria Hall and Coffee Tavern, que convertiria en l'Old Vic i el faria famós per les seves produccions shakespearianas. Entre 1914 i 1923, el teatre va posar en escena totes les obres de Shakespeare, alguna cosa que cap altra sala teatral havia aconseguit. El 1931 es va encarregar de l'abandonat Sadler's Wells Theatre, que transformà en un centre d'arts escèniques especialitzat en òpera i ballet.

## Biografia
Lilian Baylis va néixer en Marylebone, Londres, Anglaterra. Els seus pares van ser Newton Baylis i Elizabeth (Liebe) Cons. Ella era la gran de sis germans i va créixer envoltada de música i actuacions. La seva mare era una cantant i pianista d'èxit i la seva educació es basà en les arts. Va començar a tocar i ensenyar música a una edat primerenca. Va assistir a l'escola de St. Augustine, a Kilburn. També va prendre lliçons de violí amb destacats professionals, com John Tiplady Carrodus, que era el primer violí al Covent Garden.

### Sud-àfrica
En 1891, la família Baylis va emigrar a Sud-àfrica quan a la seva companyia, The Gypsy Revelers, se li va oferir un contracte a llarg termini. Lilian Beylis tocava el violí i la mandolina en els concerts d'aquesta companyia, també ensenyava als estudiants de dansa i música de la seva mare, i s'hi guanyava la vida. Quan Baylis va emmalaltir i va haver de sotmetre's a una operació quirúrgica, va tornar a Londres per a recuperar-se; la seva tia li va oferir aleshores una feina a The Royal Victoria Hall and Coffee Tavern (conegut després com a The Old Vic), que ella administrava. Després d'haver passat la major part de la seva adolescència a Sud-àfrica, Baylis va deixar enrere la seva família, molts amics pròxims i un promès. A Londres va conèixer Beatrice Gordon Holmes, de 12 anys, que esdevindria una amiga per a tota la vida.

### L'Old Vic

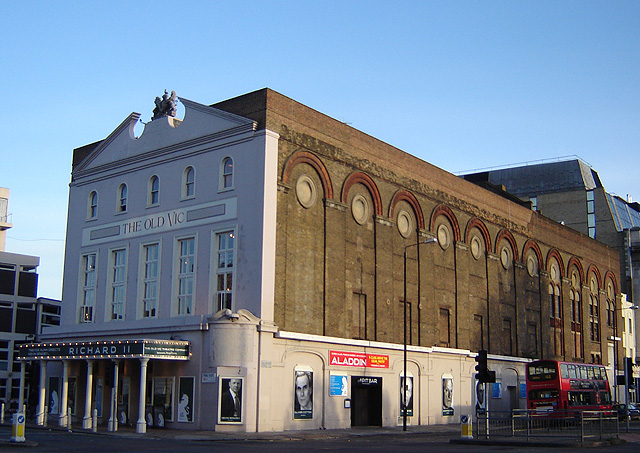
El teatre Old Vic

Baylis va ajudar Emma Cons a dirigir l'Old Vic i gradualment va anar assumint més funcions de gestió en la realització de concerts, projeccions, programes de conferències i de varietats. Després de la mort de Cons, el 1912, Baylis es va convertir en arrendatària i única gerenta, i va obtenir una llicència de teatre per al Royal Victoria Hall per a començar a fer-hi representacions teatrals.
Al principi, Baylis estava interessada en l'òpera, que preferia a qualsevol altra forma d'art. Va organitzar i representar òperes a l'Old Vic amb una petita orquestra i recursos limitats. Però les obres de William Shakespeare s'hi representaven sovint i Baylis solia dir que aquell teatre s'havia convertit en la "Casa de Shakespeare" de Londres. En el període previ al 300è aniversari de la publicació del First Folio (l'aplec, editat el 1623, de 36 de les obres de Shakespeare), Baylis les va produir totes, fins i tot les que sabia que probablement no generarien gaires vendes d'entrades. Així, la tradició de fer Shakespeare en l'Old Vic va continuar durant molts anys i artistes com John Gielgud i Laurence Olivier estaven disposats a treballar per salaris baixos si podien interpretar els grans papers de Shakespeare en aquell teatre.

### El Sadler's Wells Theatre

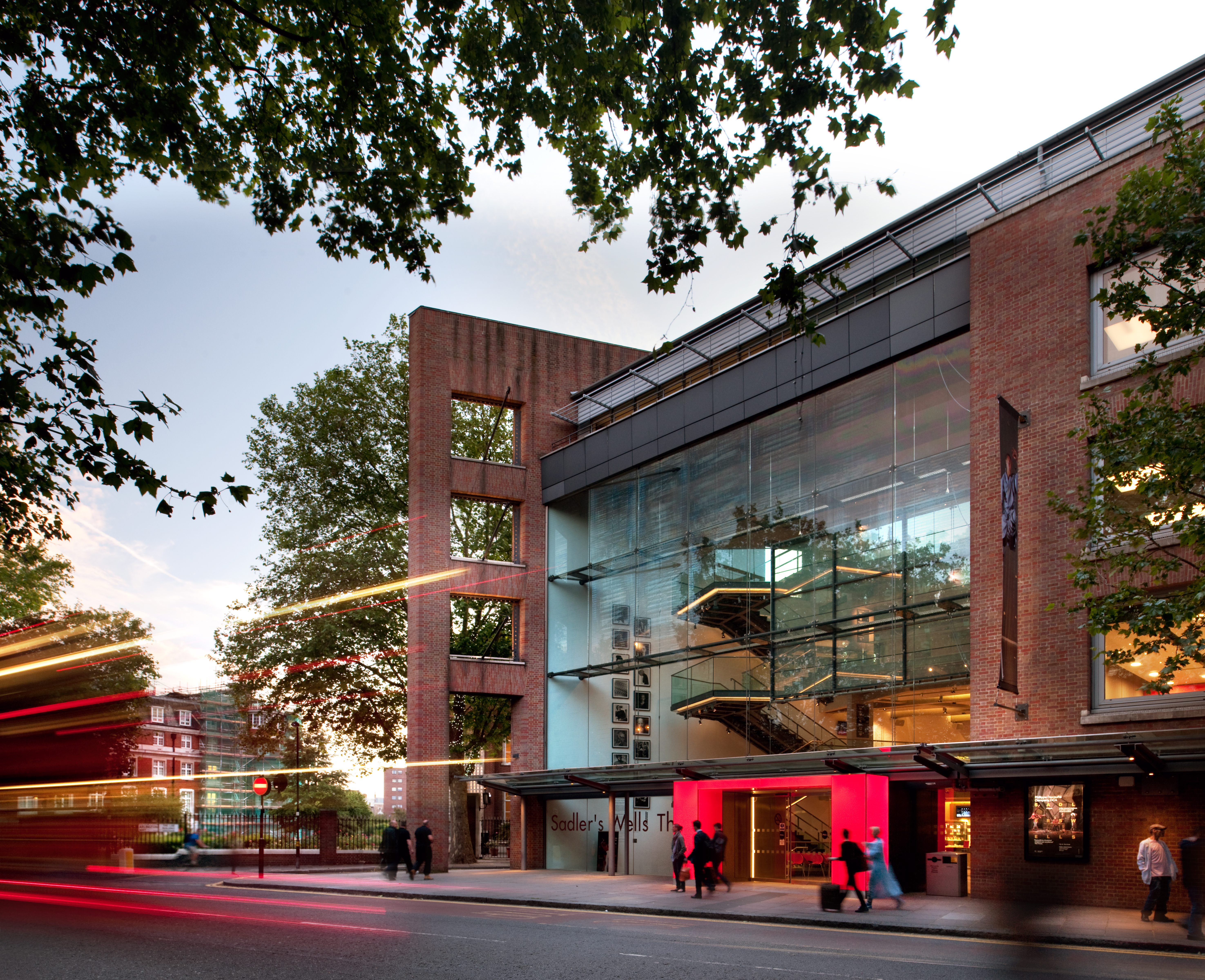
El Sadler's Wells Theatre, al 2015

El 1925, Baylis va iniciar una campanya per a reobrir l'abandonat Sadler's Wells Theatre, cosa que finalment va aconseguir amb una gala inaugural el 6 de gener de 1931 i una producció de Shakespeare, Nit de reis, protagonitzada per John Gielgud com a Malvolio i Ralph Richardson com a Toby Belch. L'adquisició de Sadler's Wells li va permetre desenvolupar els seus plans per a una companyia de dansa, una cosa que desitjava fer des de 1928, quan va contractar Ninette de Valois per a millorar el nivell de ball en òperes i obres de teatre en l'Old Vic. Durant uns quants anys, les companyies d'òpera, teatre i ballet conegudes com a "Vic-Wells" es van moure entre l'Old Vic i el Sadler's Wells, però el 1935 la companyia de ballet, que ja incloïa Margot Fonteyn i Robert Helpmann, amb aparicions especials d'Alicia Markova i Anton Dolin, solien actuar al Sadler's Wells. La direcció musical va estar a càrrec de Constant Lambert i la coreografia de les noves obres, de Ninette de Valois i l'estrella en ascens Frederick Ashton. Els descendents de la companyia de ballet en l'actualitat són The Royal Ballet i el Birmingham Royal Ballet. Avui dia, el Sadler's Wells Theatre és, principalment, un lloc de dansa.

### Grans actrius i actors
Els teatres Vic-Wells van nodrir les carreres d'estrelles com Laurence Olivier, John Gielgud, Peggy Ashcroft, Sybil Thorndike, Edith Evans, Alec Guinness, Michael Redgrave, Maurice Evans i Ralph Richardson, i es van fer famosos per les seves elegants produccions sota la direcció artística de Tyrone Guthrie durant la dècada de 1930. El 1937, la producció de Hamlet de Guthrie es va presentar en Elsinor, a Dinamarca, amb Olivier en el paper principal i Vivien Leigh com a Ofelia. Baylis va aconseguir un èxit de càsting el 1933 en presentar Charles Laughton en el teatre, interpretant Enric VIII, de Shakespeare, després que s'hagués convertit en un nom de reconeixement mundial amb la pel·lícula La vida privada d'Enric VIII.

### Reconeixement i mort
Baylis va rebre al 1924 un mestratge honorari de la Universitat d'Oxford pel seu treball en el teatre, sent el quart honor d'aquest tipus atorgat a una dona per la universitat. El 1929 va rebre l'Orde dels Companys d'Honor pel seu servei a la nació. El 1934, la Universitat de Birmingham va atorgar a Baylis un doctorat honorari. Una placa blava del Greater London Council commemora la casa on visqué, al sud de Londres.
Baylis va morir d'un atac de cor als 63 anys, la nit abans que Old Vic estrenés una producció de Macbeth protagonitzada per Laurence Olivier i Judith Anderson. Va ser incinerada en el Cementiri i Crematori East London, on les seves cendres van ser escampades a petició seva.

## Llegat i memòria

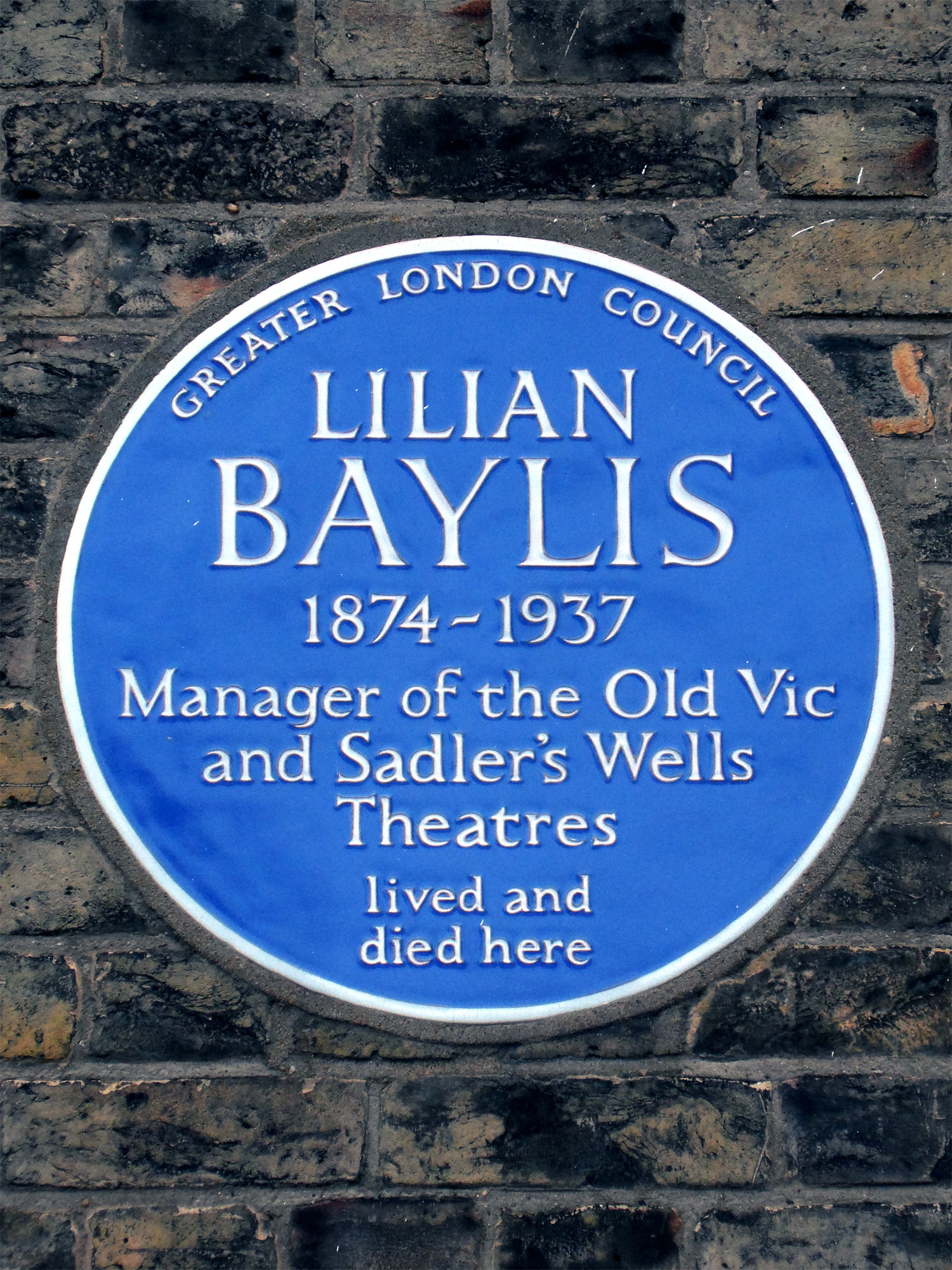
Una placa recorda la casa on va viure

El 1985, l'English National Opera va crear un departament d'educació i extensió amb el nom de «Programa Baylis» anomenat així en honor de Lilian Baylis. El Programa Baylis (després anomenat ENO Baylis) involucra al voltant de 12.000 persones cada any en una àmplia gamma de projectes, esdeveniments, cursos i representacions, amb l'objectiu de desenvolupar respostes creatives en l'àmbit de l'òpera i el teatre musical, i fomentar l'aprenentatge i el desenvolupament mitjançant la participació d'artistes i la col·laboració de recursos. Un edifici a West Hampstead utilitzat per ENO per a assajos i vestuari de producció porta el nom de Lilian Baylis House.
L'actual Sadler's Wells Theatre té una sala de 180 seients que porta el seu nom, i el National Theatre té una Lilian Baylis Terrace. El cercle superior a l'Old Vic es diu Lilian Baylis Circle.
L'Escola de Tecnologia Lilian Baylis, de Kennington, es diu així en honor seu. A Vauxhall, l'escola secundària Lillian Baylis també rebé el seu nom. La Royal Victoria Hall Foundation administra els premis anuals Lilian Baylis per a estudiants d'actuació prometedors.